# Roshen Winter Village
Roshen Winter Village - зимове містечко на території Київської кондитерської фабрики "Рошен". Вхід на територію Roshen Winter Village - безкоштовний, вхід на ковзанку - платний.  Ковзанка Roshen, яка є частиною зимового містечка, одна з найбільших сезонних ковзанок в Україні. Її площа становить понад 2 тис кв.м. Ковзанка розміщена в новому парку, створеному в рамках проекту реконструкції та благоустрою Київської фабрики Рошен – Roshen Plaza. Ковзанка має підсвітку з оптоволокна замороженого в кризі та світломузичне шоу. В центрі ковзанки встановлена новорічна ялинка, вистою майже 15 метрів.
При створенні ковзанки використали технології, що дають змогу підтримувати роботу майданчика навіть за плюсової температури.
Roshen Winter Village - соціальний проєкт Корпорації Roshen, не націлений на отримання прибутку. Кошти, які надходять від продажу квитків,  покривають лише оплату роботи персоналу, комунальні та експлуатаційні платежі.
Кондитерська корпорація Roshen витратила на створення та запуск Roshen Winter Village трохи більше 170 млн грн.

## Історія
30 листопада 2019 року вперше відкрились зимовий ярмарок та ковзанка на території Київської кондитерської фабрики Рошен. На території містечка розмістився фудкорт Roshen Winter Village – вісім точок з вуличною їжею, три бари й кав’ярня поряд з ковзанкою.
Другий сезон роботи Roshen Winter Village розпочався 30 листопада 2020 року. Через коронавірусну пандемію на ковзанці був введений ряд обмежень. Серед іншого впровадженна електронна черга та вжиті карантинні заходи.
Третій сезон мав тривати  від листопада 2021 до березня 2022 року, але через вторгнення РФ роботу ковзанки було припинено у лютому.
Після цього Roshen Winter Village тимчасово призупинила роботу на невизначений термін через наслідки повномасштабного вторгнення. Станом на грудень 2024 зимове містечко жодного разу не відновлювало свою роботу.

## Квитки на ковзанку та години роботи
Квиток на ковзанку можна придбати за номером талону електронної черги у касі Roshen Winter Village. Попереднього бронювання квитків та онлайн продажу немає.
Ціни на квитки залежать від дня тижня та обраного часу відвідування. Для пільгових категорій діє знижка. Знижка діє лише за умови наявності посвідчення. Дітям до 4 років, при пред'явленні свідоцтва про народження, вхід на ковзанку безкоштовний. Дітям до 7 років, включно, вхід лише в супроводі дорослого.
Для пенсіонерів з понеділка по п'ятницю з 12.00 до 16.00 вартість вхідного квитка  становить 10 грн, при пред'явленні пенсійного посвідчення.
Прокат ковзанів входить у вартість вхідного квитка. Гості можуть приходити як зі своїми ковзанами, так і скористатися послугами прокату.
Плата здійснюється за одноразовий вхід на ковзанку з необмеженим часом перебування та безкоштовним прокатом ковзанів. Вхідний квиток дає право на один вхід та один вихід. Для повторного входу на ковзанку потрібно придбати новий квиток. Квиток діє лише в день придбання.
Години роботи ковзанки:
- з 12.00 до 22. 00 - у будні дні
- з 10.00 до 22.00 - у вихідні та святкові дні.

Продаж квитків щодня завершується о 21.30, каса зачиняється.